# 今井正之
今井 正之（いまい まさゆき、1963年 - ）は、日本の実業家。BNPパリバ銀行東京支店長。その後、ちとせグループ取締役CFO。新潟県出身。

## 略歴
- 1987年青山学院大学国際政治経済学部卒、スイス・ユニオン銀行（現UBS）入行。約8年間コーポレートバンキング業務に従事。
- 1995年パリバ銀行（現BNP パリバ銀行）に入行、コーポレートバンキング・投資銀行業務、金融商品開発業務などを担当。
- 2006年8月、BNPパリバ銀行東京支店法人営業本部長。
- 2012年3月、BNPパリバ銀行東京支店長[1]。
- 2017年1月、BNPパリバ銀行パリ本店日系企業統括本部長[2]。
- 2018年9月、BNPパリバ銀行中東アフリカ本部(ドバイ駐在)日系企業統括本部長。
- 2020年12月、BNPパリバ銀行を退職。
- 2021年9月、CHITOSE BIO EVOLUTION PTE. LTD.(シンガポール)に入社。
- 2022年10月、同社Director & Chief Financial Officerに就任。